# تقطیر استخراجی
تقطیر استخراجی(به انگلیسی: Extractive distillation) گونه ای از عملیات تقطیر است که برای جداسازی محلول‌های چند جزئی استفاده می‌شود. اصول این روش همانند تقطیر آزئوتروپی است؛ یعنی با افزودن یک حلال مناسب، فراریت نسبی سازندگان اصلی را تغییر داده و جداسازی را ممکن می‌سازند. به عنوان نمونه جداسازی تولوئن از هیدروکربن‌های پارافینی از این روش و با استفاده از حلال فنول صورت می‌گیرد.